# Pseudantheraea arnobia
Pseudantheraea arnobia är en fjärilsart som beskrevs av John Obadiah Westwood 1881. Pseudantheraea arnobia ingår i släktet Pseudantheraea och familjen påfågelsspinnare. Inga underarter finns listade i Catalogue of Life.